# Соляний промисел Великий Таволжан
Соляний промисел Великий Таволжан – виробничий майданчик з видобутку кам'яної солі на півночі Казахстану, за шість десятків кілометрів на північний схід від міста Павлодар.
Дослідження озера Великий Таволжан провели в 1924 – 1927 роках, при цьому його запаси солі оцінили у 2,7 млн тонн. Видобуток, який первісно вели ручним способом із вивозом гужовим транспортом, з 1934-го перевели на промислову основу. Спершу тут задіяли мотовози на вузькій колії, а надалі перейшли до використання паровозів.
Розробкою озера опікувалось виробниче об’єднання «Павлодарсіль». В 1972-му видобуток з Великого Таволжану призупинили (натомість запустили промисел на озері Світлиця). В 1985-му роботи відновили, проте за кілька років знову зупинили.
Черговий етап розробки Великого Таволжану почався наприкінці 2000-х та тривав до 2017-го, коли промисел в черговий раз став через вичерпання запасів. На момент зупинки видобуток з Великого Таволжану становив близько 25 тисяч тонн на рік. 
Оскільки в озері щорічно відбувається висадка нової солі товщиною близько 5 см, існують плани повернення Великого Таволжану до експлуатації.